# Walerij Łaptiew
Walerij Janowicz Łaptiew (ros. Валерий Янович Лаптев, ur. 17 października 1959 we wsi Strielecka w Czuwaszji) – radziecki bokser, mistrz Europy z 1983.
Zdobył złoty medal w wadze lekkopółśredniej (do 63,5 kg) na mistrzostwach Europy juniorów w 1978 w Dublinie.
Zwyciężył w kategorii lekkośredniej (do 71 kg) na mistrzostwach Europy w 1983 w Warnie po wygraniu czterech walk, w tym półfinałowej z Michaiłem Takowem z Bułgarii i finałowej z Ralfem Hungerem z NRD.
Był mistrzem ZSRR w wadze lekkośredniej w 1982 i 1983, wicemistrzem w wadze półśredniej (do 67 kg) w 1981 oraz brązowym medalistą w wadze lekkopółśredniej w 1978 i w wadze półśredniej w 1980.
W 1991 otrzymał tytuł Zasłużonego Mistrza Sportu ZSRR.